# Gdańsk Zaspa
Gdańsk Zaspa – przystanek Szybkiej Kolei Miejskiej (SKM), leżący wzdłuż granicy dzielnic Zaspa-Młyniec (wschód) i Strzyża (zachód).

## Ruch pasażerski
| Rok  | Wymiana pasażerska na dobę |
| ---- | -------------------------- |
| 2017 | 4 000-5 000                |
| 2022 | 6 000-8 000                |

## Opis
Przystanek posiada dwa wejścia naziemne - od strony ul. F. Hynka, deptakiem wzdłuż pawilonu handlowego i ogródków działkowych oraz od strony ul. Braci Lewoniewskich, poprzez schody prowadzące w dół prosto na peron. Wiadukt został otwarty w 1914 roku. Na samym peronie znajdują się kasowniki i tablice informacyjne z rozkładem jazdy SKM dla przystanku Gdańsk Zaspa.

## Historia

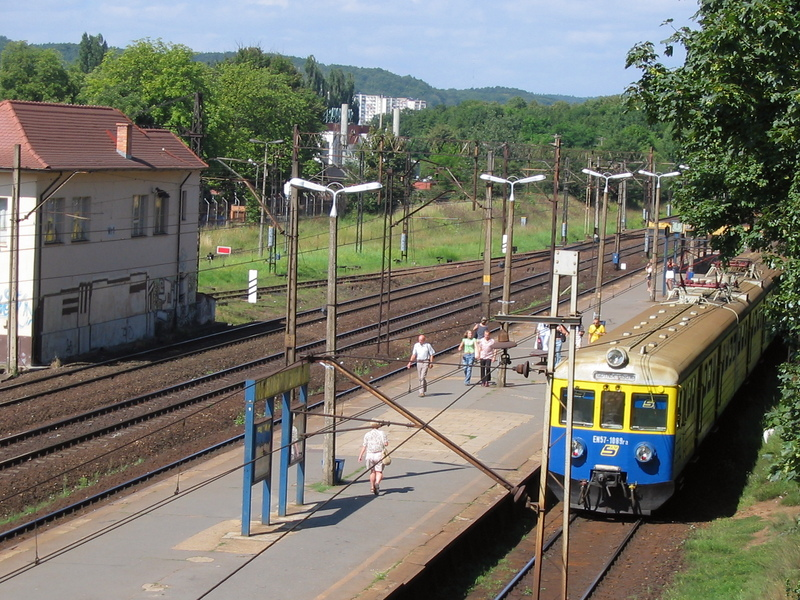
Wygląd przystanku w 2004 roku, przed modernizacją nawierzchni i infrastruktury

Do 1974 roku przystanek nosił nazwę Gdańsk Lotnisko, ze względu na leżące niegdyś na terenie Zaspy lotnisko Gdańsk-Wrzeszcz. Pod koniec lutego 2006 rozpoczęła się modernizacja przystanku, zakończona we wrześniu tego samego roku. W styczniu 2007 na przystanku postawiono automat do sprzedaży biletów SKM.